# La Serenissima
A La Serenissima című dal a brit DNA első kimásolt kislemeze, mely 1990-ben jelent meg, és az 1992-ben megjelent Taste This című albumon található.

## A dal felhasználása
A DNA féle változathoz felhasznált zenei alapok:
- James Brown - Funky Drummer (1970)
- Lyn Collins - Think (About It) (1972)
- Lyn Collins - Rock Me Again & Again & Again & Again & Again & Again (1975)
- James Brown - Get Up Offa That Think (1976)
- Rondo Veneziano - La Serenissima (1981)
- De La Soul - D.A.I.S.Y Age (1989)

## Megjelenések
12"  Németország ZYX Records – ZYX 6385-12
- A	La Serenissima 6:06 Written-By – G.P. Reverberi*, L. Giordano
- B	Serenissimo 5:09 Written-By – DNA

## Slágerlista
| Slágerlista (1990)        | Legjobb helyezés |
| ------------------------- | ---------------- |
| French SNEP Singles Chart | 15               |
| German Singles Chart      | 18               |
| UK Singles Chart          | 34               |